# Offensive d'al-Jazira
Ne doit pas être confondu avec Offensive de la tempête al-Jazira.
Seconde guerre civile irakienne
L'offensive d'al-Jazira a lieu du 23 novembre au 9 décembre 2017, lors de la seconde guerre civile irakienne. C'est la dernière bataille de cette guerre.

## Prélude
À la fin de l'année 2017, l'État islamique perd ses derniers territoires en Irak ; ses deux dernières villes, Al-Qaïm et Rawa, sont reprises par les forces irakiennes les 3 et 17 novembre. Chassés des centres urbains, les djihadistes se replient dans le désert, dans des oueds et des oasis à l'ouest de l'Irak.

## Déroulement
Le 23 novembre 2017, l'armée irakienne annonce le début d'une dernière offensive avant la proclamation de la « défaite » de l'État islamique. Elle est menée dans la région désertique d'al-Jazira, au nord de la province d'al-Anbar, au sud de celle de Ninive et à l'ouest de Salah ad-Din ; une zone comprenant environ 7 000 kilomètres carrés, soit 4 % du territoire. L'offensive est menée par l'armée irakienne, la police fédérale et les Hachd al-Chaabi.
L'offensive est lancée à partir de trois axes : le premier jour les Hachd al-Chaabi atteignent le lac Tharthar, au nord de Ramadi, revendiquant la prise de 56 villages ou hameaux et trois ponts ; tandis qu'à l'est, des troupes venues de Hatra et de Siniya, près de Baïji, opèrent leur jonction dans le désert. Le 25 novembre, dans la province d'al-Anbar, les forces de l'armée irakienne, les milices sunnites et les Hachd al-Chaabi positionnées à al-Qaïm et Rawa passent à leur tour à l'offensive en direction du nord. À cette date, les forces gouvernementales affirment avoir repris une centaine de villages et de hameaux. 
Le 27 novembre, l'armée irakienne affirme avoir pris le contrôle de la moitié du désert mais redoute une forte résistance dans la vallée de Wadi Hauran qui file jusqu'en Syrie.
Les forces irakiennes atteignent finalement la frontière le 9 décembre ; le premier ministre Haïder al-Abadi annonce alors la « fin de la guerre » contre l'État islamique.

## Vidéographie
- « Vidéo : en immersion avec les milices chiites en Irak, aux dernières heures de l'EI » [vidéo], France 24, 19 décembre 2017.
- France 24, « Les dernières heures de la Bataille du désert avec les milices chiites en Irak » [vidéo], sur youtube, 19 janvier 2018.